# Anna Wierzba
Anna Berger Wierzba (født 19. juli 2000 i Aarhus, Danmark) er en kvindelig dansk håndboldspiller, der spiller for den Danske klub Aarhus United, som playmaker. Hun har spillet i klubben siden 2020 og har tidligere spillet i Skanderborg Håndbold, Toulon Métropole Var Handball og AGF Håndbold. Hun har optrådt adskillige gange på det danske ungdomslandshold.
Hun er Storesøster til den nuværende Ringkøbing spiller Maria Wierzba som hun nåede at spille sammen med i Toulon Handball inden hun skiftede til Aarhus United 